# Тиманский кряж
Тима́нский кряж (Тиман) — крупная возвышенность, кряж, расположенная на северо-востоке Восточно-Европейской равнины.
Тянется от Чёшской губы Баренцева моря на юго-восток до истоков реки Вычегды.

## География
Длина кряжа составляет около 950 км. Разделяет Двинско-Печорский бассейн на две части.
В Тиманском кряже выделяют три части:
- Северная часть — ограничена долиной реки Пижма Мезенская, состоит из невысоких гряд Косминский Камень, Тиманский Камень и других, высота достигает 303 м. Северная часть расположена в пределах тундры и лесотундры.
- Средняя часть — ограничена долинами рек Пижма Мезенская и Пижма Печорская, является наиболее высокой частью кряжа, высшая точка — Четласский Камень (471 м).
- Южная часть — представляет собой плато, расчленённое долинами рек несколько отдельных возвышенностей (высота до 300—350 м). Южная часть располагается в пределах тайги.

## Геология
Полезные ископаемые: россыпи титановых минералов (Ярега), бокситы (Четласский Камень), агаты, связанные с девонскими базальтами; месторождения нефти (Нижнечутинское и Ярега под Ухтой, Лаявож), газа и конденсата (Войвож и Омра), битумы и горючие сланцы, торф, строительные камни.

## История
А. А. Кейзерлинг и П. И. Крузенштерн составили в 1847 году первую карту Тиманского кряжа — одну из первых геологических карт России. Кейзерлинг первым назвал кряж Тиманским, предположив, что это не ответвление Урала, а самостоятельное горное сооружение.
Пятьюдесятью годами ранее А. И. Фомин в книге «Описание Белого моря с его берегами и островами…» (1797) первым описал Тиманский кряж (называя его камнем).